# Dongbei, Guangdong
Dongbei är en köping i sydöstra Kina. Den ligger i Lianzhou i staden Qingyuan i provinsen Guangdong, omkring 230 kilometer nordväst om provinshuvudstaden Guangzhou. Antalet invånare är 18 368. Befolkningen består av 9 160 kvinnor och 9 208 män. Barn under 15 år utgör 18,0 %, vuxna 15-64 år 65 %, och äldre över 65 år 15,0 %.